# Nong Bua Daeng (huyện)
Nong Bua Daeng (tiếng Thái: หนองบัวแดง) là một huyện (‘‘amphoe’’) thuộc tỉnh Chaiyaphum, đông bắc Thái Lan.

## Lịch sử
Đơn vị này đã được thành lập làm một tiểu huyện (King Amphoe) ngày 16 tháng 7 năm 1965, khi hai tambon Nong Bua Daeng and Nang Daet được tách khỏi Kaset Sombun. Đơn vị này đã được nâng thành huyện ngày 1 tháng 4 năm 1969.

## Địa lý
Các huyện giáp ranh (từ phía bắc theo chiều kim đồng hồ) là: huyện Khon San, Kaset Sombun, Mueang Chaiyaphum, Ban Khwao, Nong Bua Rawe và Phakdi Chumphon của tỉnh Chaiyaphum, và Nong Phai và Mueang Phetchabun của tỉnh Phetchabun.

## Hành chính
Huyện này được chia thành 8 phó huyện (tambon), các đơn vị này lại được chia thành 130 làng (muban). Chỉ có 1 đô thị (thesaban), và 8 tổ chức hành chính tambon (TAO).
| 1.  | Nong Bua Daeng | หนองบัวแดง |  |
| 2.  | Kut Chum Saeng | กุดชุมแสง   |  |
| 3.  | Tham Wua Daeng | ถ้ำวัวแดง   |  |
| 4.  | Nang Daet      | นางแดด    |  |
| 7.  | Nong Waeng     | หนองแวง   |  |
| 8.  | Khu Mueang     | คูเมือง     |  |
| 9.  | Tha Yai        | ท่าใหญ่     |  |
| 11. | Wang Chomphu   | วังชมภู     |  |

Các con số mất nay là tambon của Phakdi Chumphon.